# Coppa del Mondo giovani di slittino 2019
La Coppa del Mondo giovani di slittino 2018/2019 fu la ventiduesima edizione del circuito mondiale dello slittino relativo alla categoria giovani, manifestazione organizzata annualmente dalla FIL; iniziò il 5 dicembre 2018 a Park City negli Stati Uniti d'America e si concluse il 15 febbraio 2019 ad Oberhof in Germania e si svolse in contemporanea alla medesima competizione riservata agli juniores. Si disputarono ventiquattro gare: sei prove nel singolo donne, sei nel singolo uomini, sei nel doppio donne e sei nel doppio uomini in cinque differenti località.
Questa stagione segnò l'esordio delle gare del doppio femminile a livello internazionale. Fin dalla sua prima introduzione la disciplina del doppio non aveva mai previsto una differenziazione di genere potendo così liberamente prendere parte alle competizioni tanto uomini quanto donne, ma solo in rarissime e sporadiche occasioni a cavallo degli anni '50 delle donne riuscirono a salire sul podio di una competizione e, di fatto, alle prove biposto quasi sempre presero parte coppie esclusivamente maschili. La FIL, successivamente alla decisione del Comitato Olimpico Internazionale di introdurre la specialità ai Giochi olimpici giovanili di Losanna 2020 per una questione di parità di genere e favorire dunque una maggiore partecipazione delle donne all'evento olimpico, dopo i vari test fatti nella stagione precedente scelse di ufficializzare questa "nuova" disciplina inserendola nelle gare di Coppa del Mondo nel 2018/19 nella sola categoria giovani.
Le coppe di cristallo, trofeo conferito ai vincitori del circuito, furono assegnate alla canadese Natalie Corless per quanto concerne il singolo donne, alla stessa Corless, insieme alla connazionale Caitlin Nash, nel doppio donne, al lettone Gints Bērziņš nel singolo uomini ed alla coppia russa formata da Michail Karnauchov e Jurij Čirva nel doppio uomini.

## Calendario
| Tappa  | Località     | Pista                              | Data               | Singolo | Singolo | Doppio | Doppio |
| Tappa  | Località     | Pista                              | Data               | Donne   | Uomini  | Donne  | Uomini |
| ------ | ------------ | ---------------------------------- | ------------------ | ------- | ------- | ------ | ------ |
| 1      | Park City    | Pista dello Utah Olympic Park      | 5 dicembre 2018    | ●       | ●       | ●      | ●      |
| 2      | Park City    | Pista dello Utah Olympic Park      | 7 dicembre 2018    | ●       | ●       | ●      | ●      |
| 3      | Calgary      | Pista del Canada Olympic Park      | 14 dicembre 2018   | ●       | ●       | ●      | ●      |
| 4      | Sankt Moritz | Olympia Bobrun St. Moritz–Celerina | 17–18 gennaio 2019 | ●       | ●       | ●      | ●      |
| 5      | Winterberg   | Eisarena Winterberg                | 8 febbraio 2019    | ●       | ●       | ●      | ●      |
| 6      | Oberhof      | Pista di Oberhof                   | 15 febbraio 2019   | ●       | ●       | ●      | ●      |
| Totale | Totale       | Totale                             | Totale             | 6       | 6       | 6      | 6      |

## Risultati

### Singolo donne

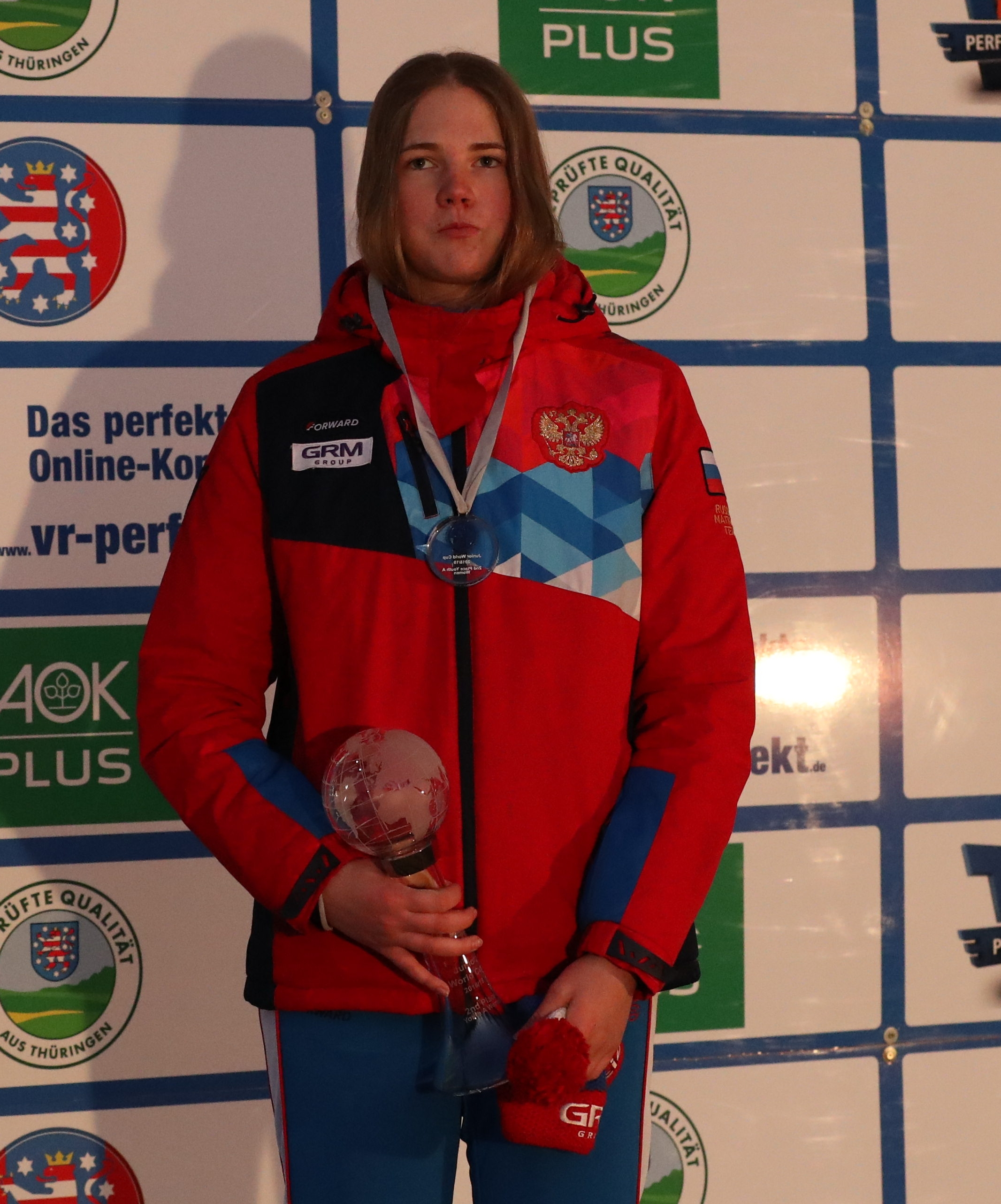
La Jurčenko ad Oberhof con il trofeo per il secondo posto ottenuto nella classifica finale del singolo femminile.

| Data             | Località     | Nazione     | Prima classificata       | Seconda classificata      | Terza classificata        | RU     |
| ---------------- | ------------ | ----------- | ------------------------ | ------------------------- | ------------------------- | ------ |
| 5 dicembre 2018  | Park City    | Stati Uniti | Trinity Ellis Canada     | Elizaveta Jurčenko Russia | Caitlin Nash Canada       | [ 9 ]  |
| 7 dicembre 2018  | Park City    | Stati Uniti | Trinity Ellis Canada     | Natalie Corless Canada    | Elizaveta Jurčenko Russia | [ 10 ] |
| 14 dicembre 2018 | Calgary      | Canada      | Ava Rose Luscombe Canada | Trinity Ellis Canada      | Elizaveta Jurčenko Russia | [ 11 ] |
| 17 gennaio 2019  | Sankt Moritz | Svizzera    | Natalie Corless Canada   | Julianna Tunyc'ka Ucraina | Elizaveta Jurčenko Russia | [ 12 ] |
| 8 febbraio 2019  | Winterberg   | Germania    | Sophie Gerloff Germania  | Melina Cielaszyk Germania | Natalie Corless Canada    | [ 13 ] |
| 15 febbraio 2019 | Oberhof      | Germania    | Sophie Gerloff Germania  | Melina Cielaszyk Germania | Djana Loginova Russia     | [ 14 ] |

### Doppio donne

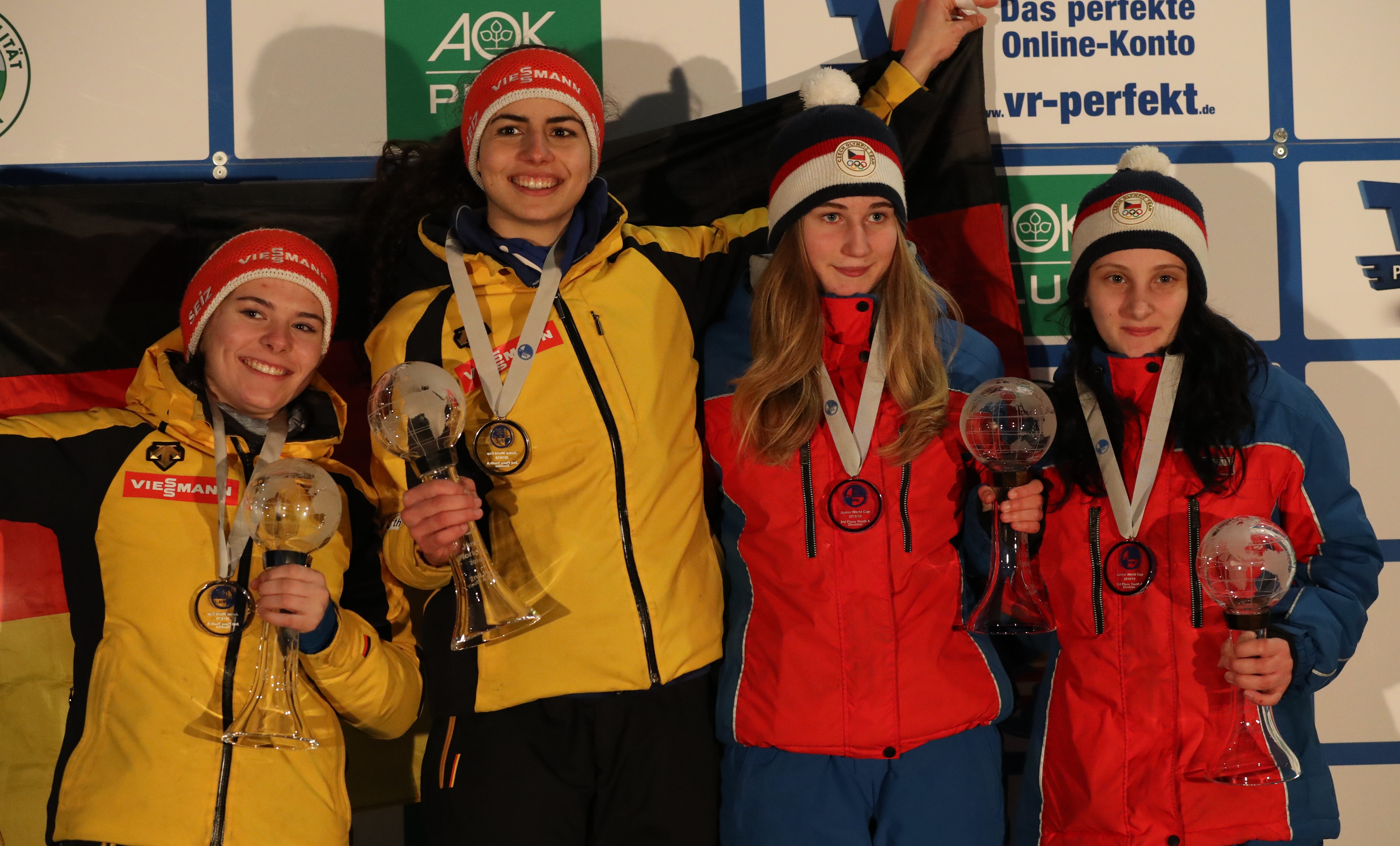
Le tedesche Schneider e Degenhardt e le ceche Nováková e Vejdělková, rispettivamente seconde e terze classificate nella graduatoria finale del doppio donne, con le sfere di cristallo ad Oberhof.

| Data             | Località     | Nazione     | Prime classificate                            | Seconde classificate                          | Terze classificate                         | RU     |
| ---------------- | ------------ | ----------- | --------------------------------------------- | --------------------------------------------- | ------------------------------------------ | ------ |
| 5 dicembre 2018  | Park City    | Stati Uniti | Caitlin Nash Natalie Corless Canada           | Maya Chan Reannyn Weiler Stati Uniti          | Markéta Nováková Anna Vejdělková Rep. Ceca | [ 15 ] |
| 7 dicembre 2018  | Park City    | Stati Uniti | Caitlin Nash Natalie Corless Canada           | Maya Chan Reannyn Weiler Stati Uniti          | Markéta Nováková Anna Vejdělková Rep. Ceca | [ 16 ] |
| 14 dicembre 2018 | Calgary      | Canada      | Caitlin Nash Natalie Corless Canada           | –                                             | –                                          | [ 17 ] |
| 18 gennaio 2019  | Sankt Moritz | Svizzera    | Anka Jänicke Saskia Schirmer Germania         | Jessica Degenhardt Vanessa Schneider Germania | Maya Chan Reannyn Weiler Stati Uniti       | [ 18 ] |
| 8 febbraio 2019  | Winterberg   | Germania    | Jessica Degenhardt Vanessa Schneider Germania | Selina Egle Lara Kipp Austria                 | Luisa Romanenko Pauline Patz Germania      | [ 19 ] |
| 15 febbraio 2019 | Oberhof      | Germania    | Jessica Degenhardt Vanessa Schneider Germania | Luisa Romanenko Pauline Patz Germania         | Selina Egle Lara Kipp Austria              | [ 20 ] |

### Singolo uomini

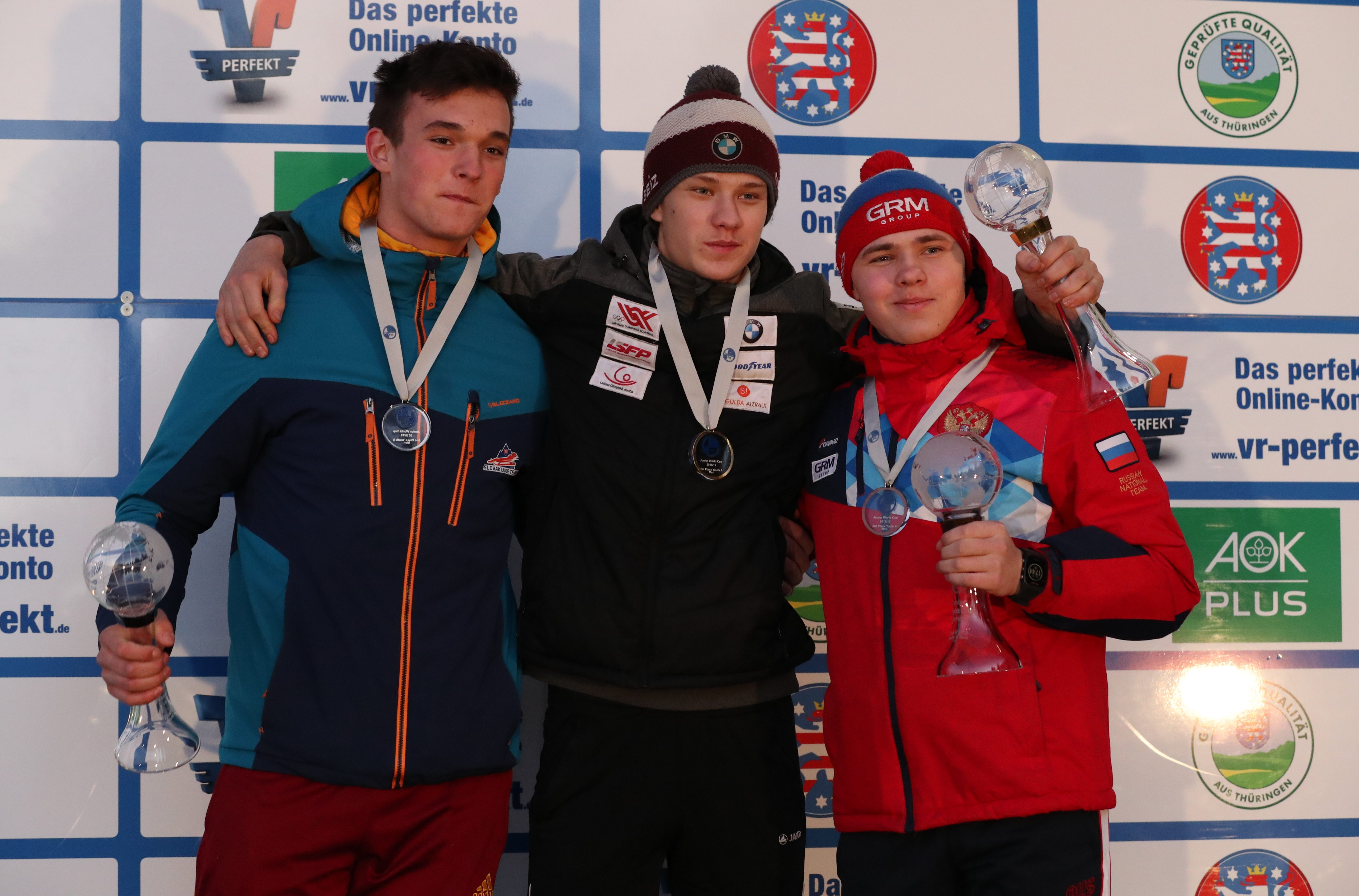
I primi tre della classifica finale del singolo uomini Skupek, Bērziņš e Repilov premiati ad Oberhof nell'ultima tappa della stagione.

| Data             | Località     | Nazione     | Primo classificato       | Secondo classificato     | Terzo classificato       | RU     |
| ---------------- | ------------ | ----------- | ------------------------ | ------------------------ | ------------------------ | ------ |
| 5 dicembre 2018  | Park City    | Stati Uniti | Marián Skupek Slovacchia | Gints Bērziņš Lettonia   | Ian Smith Stati Uniti    | [ 21 ] |
| 7 dicembre 2018  | Park City    | Stati Uniti | Marián Skupek Slovacchia | Gints Bērziņš Lettonia   | Pavel Repilov Russia     | [ 22 ] |
| 14 dicembre 2018 | Calgary      | Canada      | Marián Skupek Slovacchia | Gints Bērziņš Lettonia   | Pavel Repilov Russia     | [ 23 ] |
| 18 gennaio 2019  | Sankt Moritz | Svizzera    | Gints Bērziņš Lettonia   | Pavel Repilov Russia     | Marián Skupek Slovacchia | [ 24 ] |
| 8 febbraio 2019  | Winterberg   | Germania    | Gints Bērziņš Lettonia   | Pascal Kunze Germania    | Pavel Repilov Russia     | [ 25 ] |
| 15 febbraio 2019 | Oberhof      | Germania    | Gints Bērziņš Lettonia   | Florian Brendel Germania | Marián Skupek Slovacchia | [ 26 ] |

### Doppio uomini

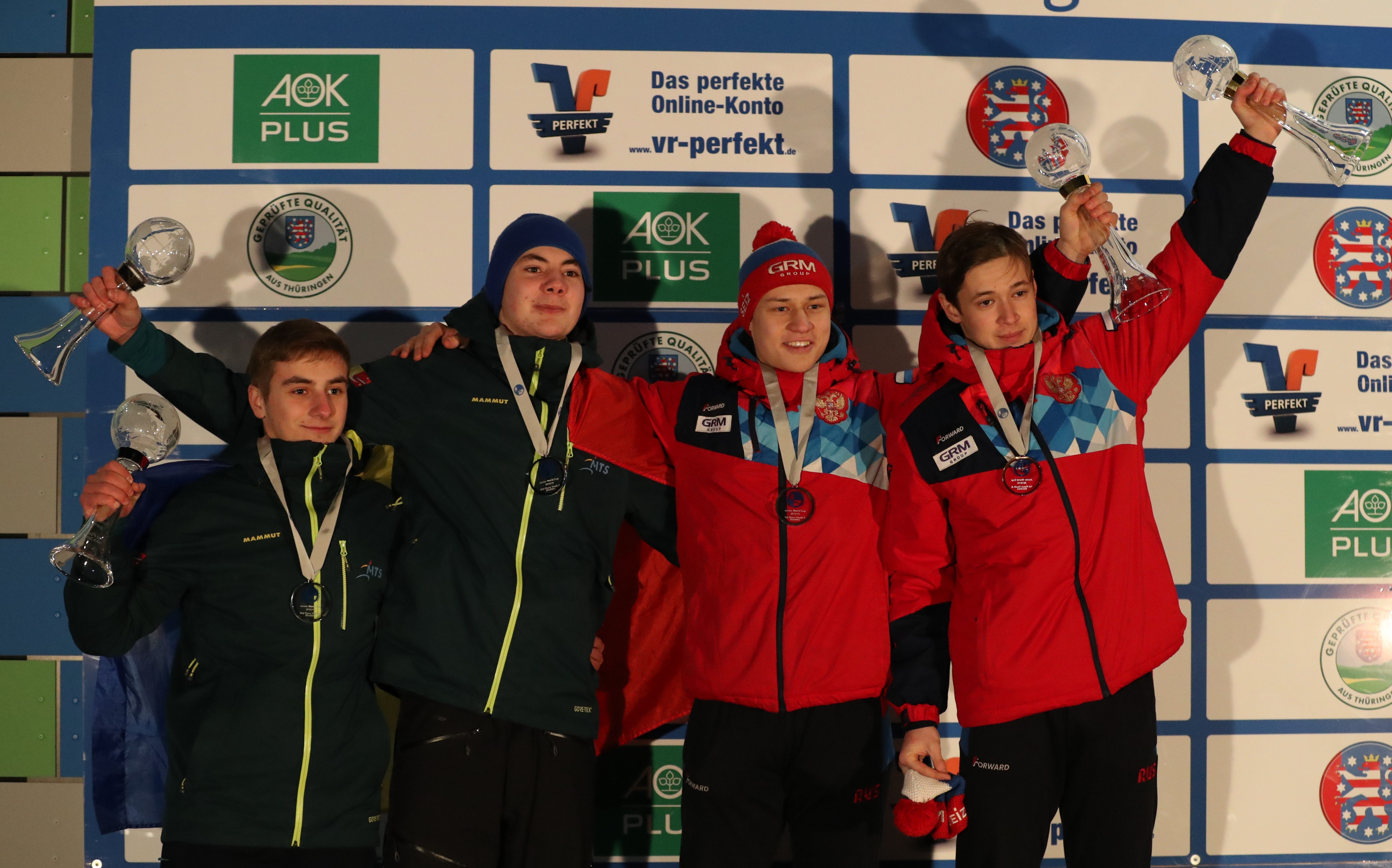
I rumeni Ailenei e Handaric ed i russi Čirva e Karnauchov rispettivamente secondi e primi classificati nella graduatoria finale del doppio uomini durante la premiazione ad Oberhof.

| Data             | Località     | Nazione     | Primi classificati                                       | Secondi classificati                                     | Terzi classificati                                       | RU     |
| ---------------- | ------------ | ----------- | -------------------------------------------------------- | -------------------------------------------------------- | -------------------------------------------------------- | ------ |
| 5 dicembre 2018  | Park City    | Stati Uniti | Michail Karnauchov Jurij Čirva Russia                    | Juri Gatt Riccardo Schöpf Austria                        | Tudor-Ștefan Handaric Alexandru-Valentin Ailenei Romania | [ 27 ] |
| 7 dicembre 2018  | Park City    | Stati Uniti | Michail Karnauchov Jurij Čirva Russia                    | Juri Gatt Riccardo Schöpf Austria                        | Tudor-Ștefan Handaric Alexandru-Valentin Ailenei Romania | [ 28 ] |
| 14 dicembre 2018 | Calgary      | Canada      | Devin Wardrope Thomas Fassnidge Canada                   | Tudor-Ștefan Handaric Alexandru-Valentin Ailenei Romania | –                                                        | [ 29 ] |
| 17 gennaio 2019  | Sankt Moritz | Svizzera    | Michail Karnauchov Jurij Čirva Russia                    | Vjačeslav Popov Anton Osipenko Russia                    | Moritz Jäger Valentin Steudte Germania                   | [ 30 ] |
| 8 febbraio 2019  | Winterberg   | Germania    | Tudor-Ștefan Handaric Alexandru-Valentin Ailenei Romania | Moritz Jäger Valentin Steudte Germania                   | Samuel Day Michael O'Gara Stati Uniti                    | [ 31 ] |
| 15 febbraio 2019 | Oberhof      | Germania    | Michail Karnauchov Jurij Čirva Russia                    | Vjačeslav Popov Anton Osipenko Russia                    | Eduards Ševics-Mikeļševics Lūkass Krasts Lettonia        | [ 32 ] |

## Classifiche

### Singolo donne
| Pos. | Nome               | Nazione    | Risultati ottenuti | Risultati ottenuti | Risultati ottenuti | Risultati ottenuti | Risultati ottenuti | Risultati ottenuti | Punti totali |
| Pos. | Nome               | Nazione    | PAC-1              | PAC-2              | CAL                | SMO                | WIN                | OBE                | Punti totali |
| ---- | ------------------ | ---------- | ------------------ | ------------------ | ------------------ | ------------------ | ------------------ | ------------------ | ------------ |
| 1    | Natalie Corless    | Canada     | 5                  | 2                  | 7                  | 1                  | 3                  | –                  | 356          |
| 2    | Elizaveta Jurčenko | Russia     | 2                  | 3                  | 3                  | 3                  | –                  | 5                  | 350          |
| 3    | Ava Rose Luscombe  | Canada     | 4                  | 5                  | 1                  | 7                  | 5                  | –                  | 316          |
| 4    | Trinity Ellis      | Canada     | 1                  | 1                  | 2                  | –                  | –                  | –                  | 285          |
| 5    | Caitlin Nash       | Canada     | 3                  | 4                  | 5                  | –                  | 4                  | –                  | 245          |
| 6    | Sophie Gerloff     | Germania   | –                  | –                  | –                  | –                  | 1                  | 1                  | 200          |
| 7    | Anna Čežíková      | Rep. Ceca  | 13                 | 11                 | 4                  | 14                 | 26                 | 18                 | 190          |
| 8    | Julianna Tunyc'ka  | Ucraina    | –                  | –                  | –                  | 2                  | 10                 | 6                  | 171          |
| 9    | Melina Cielaszyk   | Germania   | –                  | –                  | –                  | –                  | 2                  | 2                  | 170          |
| 10   | Xin Cai            | Cina       | 11                 | 8                  | –                  | 9                  | 19                 | 15                 | 163          |
| 10   | Andrea Pavlíková   | Slovacchia | 14                 | 12                 | 6                  | 18                 | 33                 | 19                 | 163          |

### Doppio donne
| Pos. | Nome                                 | Nazione     | Risultati ottenuti | Risultati ottenuti | Risultati ottenuti | Risultati ottenuti | Risultati ottenuti | Risultati ottenuti | Punti totali |
| Pos. | Nome                                 | Nazione     | PAC-1              | PAC-2              | CAL                | SMO                | WIN                | OBE                | Punti totali |
| ---- | ------------------------------------ | ----------- | ------------------ | ------------------ | ------------------ | ------------------ | ------------------ | ------------------ | ------------ |
| 1    | Caitlin Nash Natalie Corless         | Canada      | 1                  | 1                  | 1                  | –                  | 8                  | –                  | 342          |
| 2    | Jessica Degenhardt Vanessa Schneider | Germania    | –                  | –                  | –                  | 2                  | 1                  | 1                  | 285          |
| 3    | Markéta Nováková Anna Vejdělková     | Rep. Ceca   | 3                  | 3                  | DNF                | 4                  | 9                  | 9                  | 278          |
| 4    | Maya Chan Reannyn Weiler             | Stati Uniti | 2                  | 2                  | –                  | 3                  | –                  | –                  | 240          |
| 5    | Anka Jänicke Saskia Schirmer         | Germania    | –                  | –                  | –                  | 1                  | 6                  | 5                  | 205          |
| 6    | Selina Egle Lara Kipp                | Austria     | –                  | –                  | –                  | –                  | 2                  | 3                  | 155          |
| 6    | Luisa Romanenko Pauline Patz         | Germania    | –                  | –                  | –                  | –                  | 3                  | 2                  | 155          |
| 8    | Natal'ja Korotaeva Viktorija Čirkova | Russia      | –                  | –                  | –                  | 5                  | 11                 | 4                  | 149          |
| 9    | Viktorija Ziediņa Selīna Zvilna      | Lettonia    | –                  | –                  | –                  | 6                  | 5                  | 8                  | 147          |
| 10   | Nikola Domowicz Dominika Piwkowska   | Polonia     | –                  | –                  | –                  | 9                  | 10                 | 11                 | 109          |

### Singolo uomini
| Pos. | Nome               | Nazione              | Risultati ottenuti | Risultati ottenuti | Risultati ottenuti | Risultati ottenuti | Risultati ottenuti | Risultati ottenuti | Punti totali |
| Pos. | Nome               | Nazione              | PAC-1              | PAC-2              | CAL                | SMO                | WIN                | OBE                | Punti totali |
| ---- | ------------------ | -------------------- | ------------------ | ------------------ | ------------------ | ------------------ | ------------------ | ------------------ | ------------ |
| 1    | Gints Bērziņš      | Lettonia             | 2                  | 2                  | 2                  | 1                  | 1                  | 1                  | 555          |
| 2    | Marián Skupek      | Slovacchia           | 1                  | 1                  | 1                  | 3                  | 7                  | 3                  | 486          |
| 3    | Pavel Repilov      | Russia               | DNF                | 3                  | 3                  | 2                  | 3                  | 13                 | 325          |
| 4    | Ian Smith          | Stati Uniti          | 3                  | 4                  | 5                  | –                  | 5                  | 9                  | 279          |
| 5    | Pascal Kunze       | Germania             | –                  | –                  | –                  | 4                  | 2                  | 5                  | 200          |
| 6    | Samuel Eckert      | Stati Uniti          | 8                  | 7                  | 13                 | 14                 | 15                 | 17                 | 196          |
| 7    | Mirza Nikolajev    | Bosnia ed Erzegovina | 12                 | 11                 | 14                 | 15                 | 10                 | 15                 | 182          |
| 7    | Garrett Reid       | Canada               | 6                  | 8                  | 7                  | 18                 | 20                 | –                  | 182          |
| 9    | Devin Wardrope     | Canada               | 7                  | 10                 | 9                  | 13                 | 16                 | –                  | 176          |
| 10   | Oleh-Roman Pylypiv | Ucraina              | 10                 | 9                  | 15                 | 22                 | 27                 | 20                 | 155          |

### Doppio uomini
| Pos. | Nome                                             | Nazione       | Risultati ottenuti | Risultati ottenuti | Risultati ottenuti | Risultati ottenuti | Risultati ottenuti | Risultati ottenuti | Punti totali |
| Pos. | Nome                                             | Nazione       | PAC-1              | PAC-2              | CAL                | SMO                | WIN                | OBE                | Punti totali |
| ---- | ------------------------------------------------ | ------------- | ------------------ | ------------------ | ------------------ | ------------------ | ------------------ | ------------------ | ------------ |
| 1    | Michail Karnauchov Jurij Čirva                   | Russia        | 1                  | 1                  | DNF                | 1                  | 7                  | 1                  | 446          |
| 2    | Tudor-Ștefan Handaric Alexandru-Valentin Ailenei | Romania       | 3                  | 3                  | 2                  | 4                  | 1                  | 5                  | 440          |
| 3    | Devin Wardrope Thomas Fassnidge                  | Canada        | 4                  | 4                  | 1                  | 8                  | –                  | –                  | 262          |
| 4    | Moritz Jäger Valentin Steudte                    | Germania      | –                  | –                  | –                  | 3                  | 2                  | 4                  | 215          |
| 5    | Vjačeslav Popov Anton Osipenko                   | Russia        | –                  | –                  | –                  | 2                  | 12                 | 2                  | 202          |
| 6    | Juri Gatt Riccardo Schöpf                        | Austria       | 2                  | 2                  | –                  | –                  | –                  | –                  | 170          |
| 7    | Henrik Altenhoff Matteo Oberließen               | Germania      | –                  | –                  | –                  | 6                  | 5                  | 8                  | 147          |
| 8    | Jakub Karaś Mateusz Karaś                        | Polonia       | –                  | –                  | –                  | 5                  | 10                 | 6                  | 141          |
| 9    | Samuel Day Michael O'Gara                        | Stati Uniti   | –                  | –                  | –                  | –                  | 3                  | 7                  | 116          |
| 10   | Yang Shih-hsun Wu Pin-hung                       | Taipei cinese | 5                  | 5                  | –                  | –                  | –                  | –                  | 110          |